# Palais Medolago Albani
Pour les articles homonymes, voir Medolago et Albani.
Le Palazzo Medolago Albani est un palais néo-classique situé dans la ville haute de Bergame sur la Viale delle Mura près de la Porta San Giacomo. 

## Histoire
Propriété de la famille et d'intérêt historique et artistique, le palais est un exemple imposant de l'architecture néo-classique. Construit par l'architecte Simone Cantoni à partir de 1770, il a été acheté en 1841 par le comte Giacomo Medolago Albani, ancêtre des propriétaires actuels. En bref, le palais a été transformé, embelli et est devenu l'un des plus élégants de la ville. Il a abrité les événements historiques et culturels les plus importants de l'époque tels que les visites de l'empereur François-Joseph d'Autriche avec son épouse Elisabeth de Bavière et du roi d'Italie Victor-Emmanuel II comme en témoignent les dalles commémoratives en pierre à l'entrée du bâtiment. 

## Description
Le bâtiment est un merveilleux exemple d'un bâtiment aristocratique de la fin du XVIIIe siècle, qui nous est parvenu presque intact et qui conserve sa signification historique et culturelle précise. 